# Underworld (film, 2003)
Az Underworld (Underworld) 2003-ban bemutatott amerikai-német-magyar-angol akció-horrorfilm Kate Beckinsale főszereplésével, az Underworld-filmek első része. A film érdekessége, hogy jelentős részét Magyarországon forgatták.

## Cselekmény
Alexander Corvinusnak és feleségének, Helenának három fia született. Az egyiket, Marcust egy denevér harapta meg, így belőle lett az első vámpír. Marcus ikertestvérét, Williamet farkas harapta meg, belőle lett az első vérfarkas. A harmadik fiú halandó emberként élte le az életét, de ugyanúgy örökölte a halhatatlanságot, csak az inaktív maradt. Az ő tiszta, emberi leszármazottja Michael Corvin.
Évszázadok hosszú során át két faj fejlődött ki, valahol az emberi kultúra mélységeiben rejtőzködve: az arisztokratikus, kifinomult vámpírok és a brutális, vadállatias lycanok (farkasemberek). Az emberek számára a létezésük csupán egy mítosz suttogása. De egymás számára egy életen át halálos riválisok ők, akik titkos háborúra esküdtek fel egymás ellen, háborúra mindaddig, míg végül csak az egyik faj marad életben.
A folyamatosan zajló küzdelem közben egy vámpír halálosztó, Selene egy lycan összeesküvés nyomára bukkan: egy mit sem sejtő „emberi” orvost akarnak túszul ejteni. Michael Corvint nem sikerül a vérfarkasoknak elfogniuk, ezért vezérük, Lucian ered a nyomába, aki meg is harapja, azonban sikerül elmenekülnie.
Selene még nem tudja, mi áll a háttérben, de elkezdi segíteni Michaelt, hogy kiderítse, mi a vérfarkasok terve. Mindeközben fény derül Kraven, Viktor ügyintézőjének árulására is, akinek Luciant kellett volna megölnie, ám ő inkább üzletet kötött a lycan vezérrel. Selene idő előtt felébreszti évszázados álmából Viktort, az egyik vámpír vezetőt, hogy segítséget kapjon a lycanok ellen. Selene, miközben próbálja bizonyítani igazát, elkezd rokonszenvet érezni Michael iránt, akiről időközben kiderül, hogy ő Alexander Corvinus vér szerinti, tiszta vérű leszármazottja, így alkalmas arra, hogy vámpír-lycan hibriddé váljon. Amikor Viktor kérdőre vonja Selene-t az idő előtti ébresztés miatt, nem hiszi el neki, hogy Lucian még él. Kravenre bízza az erre vonatkozó bizonyítékok összegyűjtését és Selene-t elzáratja, míg Amelia meg nem érkezik és a Tanács majd dönt a sorsáról.
Selene megszökik és Michaelért megy, miközben Kraven értesíti Luciant a veszélyről, így Selene hiába próbálja megakadályozni, a vérfarkasok elrabolják Michaelt. Eközben Kraven is akcióba kezdett: megölette a vérfarkasokkal Ameliát, az éppen aktuális vámpír vezért. Selene bizonyítékkal tér vissza Viktorhoz: a lycan doktorral, aki a Corvinus vérvonalat követte. A doktor elmond mindent Viktornak, akinek így világossá válik Kraven árulása, kiváltképp, amikor Amelia halálhírét hozzák.
Lucian lycan-vámpír hibridet akar létrehozni a tiszta vérvonal segítségével. Lucian ezen tervét Viktor minden áron meg akarja akadályozni, ezért azt parancsolja Selene-nek, hogy ölje meg Michaelt. Amikor Viktor személyesen indul el megölni Luciant és Michaelt, Selene vele tart. A parancs ellenére Selene a már kialakult, de még kezdetleges kötődés miatt vonakodik megölni Michaelt, inkább segíteni szeretne neki. Kraven, hogy meggyőzze Selene-t, tartson vele, elmondja az igazat, hogy Viktor irtotta ki Selene családját, és nem a vérfarkasok, ahogy azt Viktor állította évszázadokon át. Ekkor Lucian meggyőzi Selene-t, hogy harapja meg Michaelt, így a vére emlékeiből (mely tartalmazza Lucian emlékeit) Selene rájön, hogy Kraven igazat mondott és azonnal Viktor ellen fordul. A már hibrid Michael és Selene együttes erővel megölik Viktort. Ezalatt a vámpírként szunnyadó Marcus felébred a vérfarkasvértől, ami kifolyt a padlóra, majd a föld alá, ahol szunnyadt.

## Szereplők
| Szerep            | Színész          | Magyar hang         |
| ----------------- | ---------------- | ------------------- |
| Selene            | Kate Beckinsale  | Kéri Kitty          |
| Dr. Adam Lockwood | Wentworth Miller | Bodrogi Attila      |
| Michael Corvin    | Scott Speedman   | Dolmány Attila      |
| Amelia            | Görög Zita       | –                   |
| Lucian            | Michael Sheen    | Kálloy Molnár Péter |
| Kraven            | Shane Brolly     | Czvetkó Sándor      |
| Viktor            | Bill Nighy       | Kárpáti Tibor       |
| Erika             | Sophia Myles     | Orosz Anna          |
| Kahn              | Robbie Gee       | Szatmári Attila     |
| Wolfgang          | Pinke Attila     | –                   |
| Zsuzsa            | Kuchta Judit     | –                   |
| Raze              | Kevin Grevioux   | Faragó András       |
| Singe             | Erwin Leder      | Vizy György         |
| Soren             | Scott McElroy    | Forró István        |
| Pierce            | Richard Cetrone  |                     |
| Taylor            | Mike Mukatis     |                     |

## Díjak, jelölések
| Év   | Díj                                      | Kategória                                     | Jelölt                                                         | Eredmény |
| ---- | ---------------------------------------- | --------------------------------------------- | -------------------------------------------------------------- | -------- |
| 2004 | Cinescape Genre Face of the Future Award | Férfi                                         | Scott Speedman                                                 | Elnyerte |
| 2004 | Saturn Award                             | Legjobb színésznő                             | Kate Beckinsale                                                | Jelölve  |
| 2004 | Saturn Award                             | Legjobb horrorfilm                            |                                                                | Jelölve  |
| 2004 | Saturn Award                             | Legjobb smink / maszk                         | Trefor Proud Novák Balázs                                      | Jelölve  |
| 2004 | Golden Reel Award                        | Legjobb hangvágás                             | Claude Letessier Benedikt Just Marcel Spisak Magda Habernickel | Jelölve  |
| 2004 | Golden Reel Award                        | Legjobb hangvágás Zene – Játékfilm            | Joanie Diener                                                  | Jelölve  |
| 2004 | PFCS Award                               | Legjobb smink / maszk                         | Trefor Proud Novák Balázs                                      | Jelölve  |
| 2004 | Teen Choice Award                        | Choice Movie – Thriller                       |                                                                | Jelölve  |
| 2004 | Teen Choice Award                        | Choice Movie Actress – Drama/Action Adventure | Kate Beckinsale                                                | Jelölve  |

## Filmzene
1. Renholder: Now I Know
2. Renholder: Down in the Lab
3. Renholder: Death Dealer's Descent
4. David Bowie: Bring Me the Disco King (Loner Mix)
5. A Perfect Circle: Judith (Renholder Mix)
6. Renholder: Coward
7. Puscifer: REV 22:20
8. The Damning Well: Awakening
9. Skinny Puppy: Optimissed